# 대한민국 형법 제367조
대한민국 형법 제367조는 공익건조물파괴에 대한 형법각칙의 조문이다.

## 조문
제367조(공익건조물파괴) 공익에 공하는 건조물을 파괴한 자는 10년 이하의 징역 또는 2천만원 이하의 벌금에 처한다. <개정 1995.12.29>

第367條(公益建造物破壞) 公益에 供하는 建造物을 破壞한 者는 10年 以下의 懲役 또는 2千萬원 以下의 罰金에 處한다. <改正 1995.12.29.>

## 참고 문헌
- 김재윤(학원인), 손동권 저, 새로운 형법각론, 율곡출판사, 2013. ISBN 9788997428342

## 같이 보기
- 손괴죄
- 건조물